# 유인 (한회연후)
유인(劉仁, ? ~ ?)은 전한 중기의 제후로, 조경숙왕의 아들이다.

## 행적
원삭 2년(기원전 127년), 한회후(邯會侯)에 봉해졌다.
시호를 연(衍)이라 하였고, 작위는 아들 유혜가 이었다. 사망 시기에 관한 기록은 없으나, 《사기》에는 시호가 기록되지 않은 것으로 보아 사기 집필 당시에는 생존해 있었던 것으로 여겨진다.

## 출전
- 사마천, 《사기》 권21 건원이래왕자후자연표
- 반고, 《한서》 권15상 왕자후표 上

| 선대 (첫 봉건) | 전한의 한회후 기원전 127년 ~ ? | 후대 아들 한회애후 유혜 |